# Sertularella mirabilis
Sertularella mirabilis is een hydroïdpoliep uit de familie Sertulariidae. De poliep komt uit het geslacht Sertularella. Sertularella mirabilis werd in 1896 voor het eerst wetenschappelijk beschreven door Jäderholm. 